# هلفوش
هلفوش (به سوئدی: Hällefors) یک منطقهٔ مسکونی در سوئد است که در بخش هلفوش واقع شده‌است. هلفوش ۶٫۳۳ کیلومتر مربع مساحت و ۴٬۵۳۰ نفر جمعیت دارد.